# فيكتور أوير
فيكتور أوير (بالإنجليزية: Victor Auer)‏ هو لاعب رماية أمريكي، ولد في 24 مارس 1937 في سانتا آنا في الولايات المتحدة، وتوفي في 3 مايو 2011 في ثاوزند أوكس في الولايات المتحدة.

## وصلات خارجية
- فيكتور أوير على موقع الاتحاد الدولي (الإنجليزية)
- فيكتور أوير على موقع أوليمبيديا (الإنجليزية)